# Kawasaki chanko
Kawasaki chanko (川崎 ちゃんこ) est un restaurant fondé en 1937 par Yokoteyama, un ancien lutteur de sumo de renom, retiré des combats en 1931. C'est le premier restaurant spécialisé de chankonabe et aussi le plus populaire, car il est très difficile de faire une réservation.
Le Kawasaki chanko se situe dans le quartier de Ryōgoku, dans l'est de Tokyo. Le restaurant est tenu aujourd'hui par Tadashi Kawasaki, le fils du lutteur de sumo qui a fondé l'établissement. Le restaurant fabriqué en bois de style shitamachi est un héritage de la belle époque Taishō, cependant le bâtiment a été reconstruit en 1949, après les ravages de la Seconde Guerre mondiale.